# An jedem Kilometer
An jedem Kilometer (Originaltitel bulgarisch На всеки километър, Na wseki kilometar) ist eine bulgarische Fernsehserie von 1969, die von der DEFA auf Deutsch synchronisiert und ab Oktober 1970 vom Deutschen Fernsehfunk DFF ausgestrahlt wurde.

## Technische Daten
Für die Drehbücher waren Pawel Weschinow, Swoboda Batschwarowa, Kostadin Kjuljomow, Ewgeni Konstantinow und Georgi Markow verantwortlich. Regie führten Nedeltscho Tschernew und Ljubomir Scharlandshiew. Gedreht wurden 26 Episoden im Schwarzweißformat mit 16mm-Film.
Die deutsche Bearbeitung von 18 Folgen erfolgte bei der DEFA-Synchron, hier führten Irene Mahlich, Inge Lindner und Hilde Gruner Synchronregie. Die erste Staffel von neun Folgen wurde von Oktober bis Dezember 1977 wiederholt.

## Produktionshintergrund
Soweit bekannt, entstand die Serie als Auftragsarbeit der Kommunistischen Partei Bulgariens zum 25. Jahrestag der kommunistischen Machtergreifung in Bulgarien am 9. September 1944 (Nationalfeiertag).

## Handlung
Die Serie spielt im Zeitraum von 1923 bis Ende der 1940er in Bulgarien im Milieu der Kommunistischen Partei Bulgariens. Die erste Staffel behandelt den kommunistischen Septemberaufstand 1923, den Spanischen Bürgerkrieg 1936–1939, die Tätigkeit kommunistischer Partisanen im Zweiten Weltkrieg in Bulgarien und endet mit dem Putsch der kommunistisch kontrollierten Vaterländischen Front am 9. September 1944. Die zweite Staffel spielt in der Zeit nach dem Putsch, als die KP eine Diktatur nach sowjetischem Vorbild errichtete.
Die Protagonisten sind der Kommunist Dejanow und sein Gegenspieler, der Polizeichef und spätere Geheimdienstmitarbeiter Welinski. Danilows Sidekick ist sein alter Jugendfreund Mitko Bombata. Beide werden nach der kommunistischen Machtergreifung Mitglieder des bulgarischen Militärgeheimdienstes, während Welinski Agent eines US-amerikanischen Geheimdienstes wird.

## Synchronisation
- 1. Staffel: Horst Schön, Thomas Kästner, Helmut Schellhardt, Hans-Peter Reinecke, Horst Manz, Hannjo Hasse, Werner Ehrlicher, Sebastian Oppel
- 2. Staffel: Thomas Kästner, Günter Schubert, Horst Lampe, Dieter Bellmann, Astrid Bless, Ingrid Hille, Wolfgang Dehler

## Synchronisierte Episoden und deutsche Erstausstrahlung
Erste Staffel:
1. Schleppkähne, 22. Oktober 1970
2. Zwei Gitarren, 5. November 1970
3. Die singende Uhr, 19. November 1970
4. Zehn vor acht, 3. Dezember 1970
5. Der Eselspfad, 17. Dezember 1970
6. Die Zigeunerin, 14. Januar 1971
7. Präsentiert … das Gewehr, 11. Februar 1971
8. Der Auferstandene, 4. März 1971
9. Zwei Jahrzehnte gefahrvolles Leben, 18. März 1970

Zweite Staffel:
1. Die Nächte an der Drawa (Netschi kraj Drawna), 23. August 1974
2. Mit fremden Gesicht (S tschusdo lize), 30. August 1974
3. Tödliche Fracht (Kogato nastpi polunotsch), 6. September 1974
4. Das Raubtier (Chistschnikt), 13. September 1974
5. Die Dame in Schwarz (Bal na ostrowa), 27. September 1974
6. Das Geheimnis der Chiffre (Tajnata na schifra) 11. Oktober 1974
7. Die zwölf Apostel (Dwanadesette apostoli), 18. Oktober 1974
8. Post nach Marseille (Scheldowrt na Welinski), 25. Oktober 1974
9. Nach Jahren (Sled godini), 1. November 1974